# مسجد بندر بارو اودا
مسجد بندر بارو اودا (بالملايو: Masjid Jamek Bandar Baru UDA) هو المسجد الرئيسي في بلدة بندر بارو اودا الواقعة في مدينة جوهر بهرو التابعة لولاية جوهر في ماليزيا.

## وصلات خارجية
- موقع مسجد بندر بارو اودا